# Iron Sky - La battaglia continua
Iron Sky - La battaglia continua (Iron Sky: The Coming Race) è un film del 2019 diretto da Timo Vuorensola.
Pellicola di fantascienza, sequel di Iron Sky, realizzata grazie al crowdfunding; è ispirata alla teoria complottista del vril.

## Trama
L'anno è il 2047, 29 anni dopo che la guerra nucleare scaturita dai Nazisti lunari ha reso il pianeta inabitabile. Gli ultimi sopravvissuti sono fuggiti a bordo della Vestale Celeste Emilia e si sono radunati insieme su Neomenia, l'ex base Nazista lunare sul lato oscuro della Luna, lottando per convivere con gli ex-Nazisti lunari che vivono anch'essi nella base. Nel corso degli anni, la base ha iniziato a deteriorarsi a causa della sovrappopolazione, la divisione sociale e dei danni alla Luna causati dalla guerra nucleare. Nel frattempo il "Jobsismo", un culto formato attorno agli insegnamenti di Steve Jobs e del loro leader Donald, è diventato la religione ufficiale della base lunare.
Obi Washington, figlia di James Washington e Renate Richter, ha trascorso la sua vita mantenendo funzionali i sistemi di supporto vitale di Neomenia. Mentre esamina un UFO Nazista riparato che ha condotto un gruppo di rifugiati Russi nella base, Obi scopre il clandestino segreto Wolfgang Kortzfleisch, l'ex Führer lunare. Egli dona a Obi la cura per la malattia terminale che affligge Renate, una sostanza energetica chiamata Vrilia, con la quale è sopravvissuto e prolungato la propria vita dall'alba dei tempi. Kortzfleisch spiega essere un "Vril", una razza di Rettiliani che si schiantò sulla Terra durante l'era dei dinosauri. Mentre studiava i primati emersi durante la preistoria, Kortzfleisch creò l'umanità iniettando la Vrilia in una mela e dandola in pasto alle sue scimmie "Adamo ed Eva". In seguito i Vril si sono rifugiati nella Terra cava quando giunse l'asteroide dell'estinzione. Kortzfleisch offre a Obi la missione di recarsi nella città sotterranea di Agartha e prendere il Santo Graal (la sorgente della Vrilia) per garantire la sopravvivenza della sua colonia.
Obi, insieme al pilota dell'UFO riparato Sasha, all'ufficiale di sicurezza Malcolm e ai Jobsisti entrati clandestinamente, volano sulla Terra e si schiantano nella Terra Cava. I sopravvissuti che lei e una banda di esploratori trovano al centro della Terra non sono nemmeno umani: inciampano in un mondo preumano di dinosauri governato dai Vril, guidati da Adolf Hitler nella sua vera forma rettiliana e da altri leader storici (come l'imperatore Caligola e Papa Urbano II) e geni della tecnologia (come Jobs e Mark Zuckerberg) umani, che erano tutti rettiliani da sempre, mascherandosi con della pelle umana artificiale. Ad Agartha, i Vril uccidono la Presidente degli Stati Uniti per aver reso inabitabile la superficie della Terra.
Intanto i Jobsisti e Malcolm vengono catturati da Jobs e portati da Hitler, al quale Donald offre la posizione di Kortzfleisch con la promessa di vivere ad Agartha, ma Hitler li tradisce ugualmente e Jobs li divora. Nel frattempo Obi e Sasha prendono il Santo Graal, ma fanno crollare il Sole artificiale di Agartha e distruggono la città. Malcolm fugge dalla prigionia e si unisce a Obi e Sasha prima di tornare in Neomenia. Hitler lancia l'astronave Vril fuori dall'Antartide per seguirli. All'arrivo del trio, Kortzfleisch tiene in ostaggio Renate affinché Obi ceda il Santo Graal, ma Hitler e il suo tirannosauro Blondi invadono la base lunare. Dopo essere ringiovanita bevendo dal Santo Graal, Renate affronta e uccide Hitler, ma viene mortalmente ferita da Kortzfleisch. Obi, Sasha, Malcolm e gli abitanti sopravvissuti scappano sulla Emilia riparata, ma Kortzfleisch li insegue. Utilizzando il vecchio Nokia 3310 di Sasha, Obi attacca l'iPhone di Donald, innescando il meccanismo di autodistruzione e distruggendo l'astronave Vril.
Durante la cena, Sasha si sente scoraggiato credendo che Malcolm sia un compagno più ideale per Obi, finché non apprende che lui è gay. Poco dopo però Malcolm collassa per avere ingerito una salsa che conteneva vari ingredienti a cui è allergico. Sia lui che Renate ricevono un funerale spaziale, ma Malcolm improvvisamente esce dalla bara prima di essere espulso fuori, spiegando che era solo entrato in un breve stato catatonico. Mentre l'Emilia prosegue il suo lungo viaggio verso Marte, Obi e Sasha esprimono il loro amore reciproco.
In una sequenza a metà dei titoli di coda, viene rivelato che Marte è stato colonizzato dall'Unione Sovietica.